# Giou-de-Mamou
Giou-de-Mamou is een gemeente in het Franse departement Cantal (regio Auvergne-Rhône-Alpes) en telt 721 inwoners (2005). De plaats maakt deel uit van het arrondissement Aurillac.

## Geografie
De oppervlakte van Giou-de-Mamou bedraagt 14,1 km², de bevolkingsdichtheid is 51,1 inwoners per km².
De onderstaande kaart toont de ligging van Giou-de-Mamou met de belangrijkste infrastructuur en aangrenzende gemeenten.

## Demografie
Onderstaande figuur toont het verloop van het inwonertal (bron: INSEE-tellingen).

Vanwege een beveiligingsprobleem met de MediaWiki Graph-software is het momenteel niet mogelijk deze grafiek weer te geven. Zodra de software is bijgewerkt zal de grafiek vanzelf weer zichtbaar worden.